# Airwolf (videojuego para NES)
Airwolf es un videojuego de disparos basado en la serie de TV del mismo nombre. Fue lanzado en 1988 para la Nintendo Entertainment System. El videojuego coloca al jugador en la cabina de un helicóptero de nombre Airwolf, y debe tratar de derribar aviones enemigos y rescatar prisioneros.